# Verkeersafwikkeling
Onder verkeersafwikkeling wordt verstaan hoe het verkeer over de wegen wordt afgewikkeld. Daarvoor kunnen statische en dynamische technieken gebruikt worden.
De verkeerskundige theorie over verkeersafwikkeling is gebaseerd op 3 grootheden:
- Intensiteit (q): aantal voertuigen per uur
- Dichtheid (k): aantal voertuigen per km
- Snelheid (u): harmonisch/ruimtelijk rekenkundig gemiddelde snelheid, km/u

Door middel van de relatie q = k * u ('kuu is kuu') kan in veel gevallen de verkeersafwikkeling worden beschreven. Het bijbehorende diagram wordt ook wel het fundamentele diagram in de verkeerskunde genoemd.
De maximale intensiteit (q) haalbaar op een doorsnede van een weg wordt de wegcapaciteit genoemd. De bijbehorende snelheid is de kritische snelheid, en de bijbehorende dichtheid is de kritische dichtheid.
Bij een snelheid van 0 km/h wordt de maximale dichtheid bereikt (denk daarbij aan een stilstaande file), deze dichtheid wordt de 'jam'-density genoemd ofwel file-dichtheid.

## Schokgolven
Door gebruik te maken van het fundamentele diagram kunnen de dynamische processen in het verkeer worden weergegeven. Ter illustratie een voorbeeld. Een autosnelweg met 2 rijstroken heeft een wegcapaciteit van ongeveer 4500 voertuigen per uur (punt 5 in het figuur). Stel de verkeersintensiteit op een bepaald moment is 3000 voertuigen per uur, punt 1.

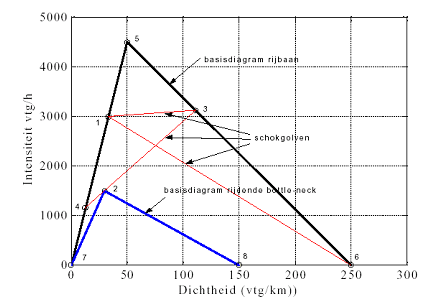
Voorbeeld fundamenteel diagram, intensiteit q tegen dichtheid k

- Op een gegeven moment (door een ongeval) wordt de rijbaan geheel geblokkeerd. Dit betekent dat van toestand 1, de ongestoorde verkeersstroom, de situatie over gaat naar toestand 6. Door een lijn te trekken tussen deze twee punten kan de schokgolf worden bepaald (snelheid kan worden bepaald uit de hoek van de lijn tussen 1 en 6).

- Na afloop van de blokkering zou bij een vrije weg de toestand van stremming overgaan naar toestand 5, de capaciteit van de weg. Stel echter dat door een rijdende platoon van vrachtauto’s (op de rechterstrook) de capaciteit van de weg niet gehaald wordt, maar wel toestand 3. De schokgolf met snelheid lijn 6-3 loopt stroomopwaarts.

- Op de linkerstrook, langs het platoon vrachtauto’s (de rijdende bottle-neck), bestaat toestand 2 en benedenstrooms daarvan toestand 4.

- Als de rijdende bottle-neck verdwijnt gaat toestand 3 over in toestand 5, met als overgang een schokgolf met snelheid lijn 3-5.
- Na afloop van de stremming kan de verkeersstroom van toestand 1 naar 3 gaan, snelheid lijn 1-3.
- Wanneer de hinder van de platoon vrachtwagens voorbij is kan van toestand 1 naar toestand 5 worden gegaan met snelheid lijn 1-5.

Voor de snelheid van de schokgolf geldt:
{\displaystyle \omega ={\frac {q_{in}-q_{uit}}{k_{in}-k_{uit}}}}
Met:
- {\displaystyle \omega } als de schokgolfsnelheid
- {\displaystyle q_{in}} en {\displaystyle q_{uit}} als de intensiteit van respectievelijk de instroom en de uitstroom
- {\displaystyle k_{in}} en {\displaystyle k_{uit}} als de dichtheid van respectievelijk de instroom en de uitstroom